# 6942 Yurigulyaev
6942 Yurigulyaev è un asteroide della fascia principale. Scoperto nel 1976, presenta un'orbita caratterizzata da un semiasse maggiore pari a 2,3387093 UA e da un'eccentricità di 0,1196347, inclinata di 3,69393° rispetto all'eclittica.